# 俐英
盧俐英（諺文：노이영，英文：Noh Lee-Young，1992年8月16日—），韓國女歌手，韓國女子團體After School的第五期成員，同時也是分隊After School Blue成員。

## 簡歷
俐英是一位擅長演奏吉他，電吉他、貝司、鼓、鋼琴、大提琴六項樂器還學過舞蹈的實力派才女，從學生時期開始參加音樂比賽，未出道前就已獲得29個獎項。2010年12月31日的MBC電視台年末節目「歌謠大戰」，她在After School表演〈Bang!〉中途現身獨奏了一段電吉他。後來確定2011年4月After School發行正規專輯《Virgin》時正式入團出道。

2012年11月底俐英開始錄製《Seri的明星厨房》節目，接受韓食廚師Seri指導教學，親自製作韓國料理，此節目透過KBS World電視台放送到72個國家播出。

## 出演作品

### 電影
- 2011年 《White：詛咒的旋律》飾演 Pure女團成員（客串）

### 綜藝節目
- 2012年 KBS World《Seri的明星厨房》第二季（固定出演）

## 音樂作品
所屬團體之共同作品，請參閱After School

## 獎項
- - 2002年11月10日 全國Youngage music contest(鋼琴)金賞
  - 2004年5月29日 第12回青少年歌謡祭(舞蹈)最優秀賞
  - 2005年5月28日 第13回青少年歌謡祭大賞受賞
  - 2005年6月     春川音楽実技競演大會(作曲) 第一名
  - 2006年4月16日 世界日報社音楽競演大會(鋼琴)特別賞
  - 2006年4月22日 傾向音楽新聞社音楽競演金賞
  - 2006年5月5日 江原道舞蹈大賽最優秀賞
  - 2006年5月20日 全國青年舞蹈大獎賽受賞
  - 2006年6月3日 第14回青少年歌謡祭(歌唱)優秀賞
  - 2006年8月13日 第7回国祭旅愁青少年大会銅賞
  - 2006年9月2日 第6回青少年音樂節首爾教育文化会館大劇場公演受賞
  - 2006年9月23日 傾向音楽新聞全国比賽(大提琴)銀賞
  - 2006年10月4日 第4回雪岳文化節江原道青少年舞蹈節大賞
  - 2007年5月19日 第8回全國音楽大賽大賞
  - 2007年5月26日 第15回春川市青少年歌謡祭(舞蹈)最優秀獎
  - 2007年5月26日 第15回春川市青少年歌謡祭(歌唱)最優秀獎
  - 2007年8月11日 第8回国祭旅愁青少年大會最優秀賞
  - 2007年10月7日 第29回昭陽江文化祭 (家族愛音楽祭) 歌謡部門大賞
  - 2007年10月14日 春川青少年青歌謡祭(舞蹈)部門最優秀賞
  - 2007年10月14日 春川青少年青歌謡祭(歌唱)部門大賞
  - 2007年10月26日 原州第15回歌謡祭銀賞
  - 2007年10月28日 第5回江原道青少年歌謡祭(舞蹈)部門金賞
  - 2007年10月28日 第5回江原道青少年歌謡祭(歌唱)部門金賞
  - 2008年5月31日  第9回全国青少年舞蹈大會金賞
  - 2008年6月28日  第1回KTmegaTV全方位藝能項目(江原道 第二名)
  - 2008年7月      第9回旅愁国祭青少年大會(舞蹈)部門優秀賞
  - 2008年10月17日 第16回原州歌謡祭銅賞
  - 2008年10月19日 春川青少年青歌謡祭(歌唱)大賞
  - 2008年11月2日 第6回江原道青少年歌謡祭大賞

## 外部連結
- 俐英的Instagram帳戶 